# Raydale Park
Raydale Park is een voetbalstadion in het Schotse Gretna en de thuisbasis van Gretna FC.
Het stadion heeft een capaciteit van 3000 plaatsen en is geopend in 1946. Gretna FC speelde hier al haar thuiswedstrijden in de lagere Engelse en Schotse divisies. Omdat het stadion niet voldoet aan de eisen van zowel de Scottish Premier League als de UEFA speelde Gretna in het seizoen 2007/08 op Fir Park, honderdvijftig kilometer verwijderd van Gretna. Ook in de UEFA Cup werd hier gespeeld.
Er waren plannen voor een nieuw stadion maar door de financiële problemen van de club in 2008 is daar niets van gekomen. Raydale Park zal zelfs verkocht worden en de grond zal een andere bestemming krijgen.
In mei 2009 kreeg, het door fans van het voormalige Gretna FC opgerichte, Gretna FC 2008 toestemming om te gaan spelen in Raydale Park.